# Hanshan, Ma'anshan
Hanshan är ett härad i staden Ma'anshan i provinsen Anhui i östra Kina.
Hanshan tillhörde tidigare Chaohus stad på prefekturnivå, men när Chaohu förlorade sin status som prefektur 2011 överfördes Hanshan till Ma'anshan.
Hanshan är indelat i åtta köpingar.
Köpingar (zhen):

- Huanfeng (环峰镇)
- Lintou (林头镇)
- Qingxi (清溪镇)
- Taochang (陶厂镇)
- Tongzha (铜闸镇)
- Xianzong (仙踪镇)
- Yuncao (运漕镇)
- Zhaoguan (昭关镇)